# Pif
Pif var et tegneserieblad, der udkom månedligt i 1973-1974 som dansk udgave af det franske blad Pif Gadget.
Bladet indeholdt blandede serier såsom Rahan, om en opfindsom, heroisk stenaldermand, og med hvert nummer var vedlagt "Månedens Piffert", som typisk var et stykke legetøj eller fx en pose med sea-monkeys.